# Mifa AG
Die Mifa AG mit Sitz in Frenkendorf war ein Unternehmen des Schweizer Detailhandelskonzerns Migros. Sie war der grösste Waschmittel- und Speisefetthersteller der Schweiz und produzierte hauptsächlich für die Migros. Knapp 8 % des Umsatzes wurden durch Exporte in die Nachbarländer erzielt. Im Jahr 2022 wurde das Unternehmen nach erfolgter Fusion  mit der Mibelle AG aufgelöst.

## Geschichte
Ende Oktober 1932 kaufte die Migros am Giessliweg in Basel ein Fabrikgebäude und baute es zu einer Ölmühle und -presse um. Zu Beginn des Jahres 1933 gründete sie die Gifa AG (das Akronym steht für «Giessliweg Fabriken»). 1934 kaufte Migros die Seifensiederei Rieder & Co auf, welche bereits zuvor für die Migros produzierte. Daraufhin  begann die Gifa 1934 mit der Produktion von Waschmitteln, ebenso übernahm sie von der Produktion AG Meilen (heute Midor) die Herstellung von Speisefetten und Speiseölen. Dazu wurde eine neue Produktionsstätte in Betrieb genommen, u. a. mit einer Ölmühle zur Verarbeitung von Kopra und Erdnüssen. Am selben Standort hatte ab 1961 auch Mibelle ihren Firmensitz, verlegte diesen aber 1967 nach Buchs AG. Die Gifa stiess allmählich an ihre Kapazitätsgrenzen. Sie baute ein neues Fabrikationsgebäude in Frenkendorf und nahm dieses 1979 in Betrieb. Mit dem Umzug verbunden war die Änderung des Firmennamens in Mifa AG per 1. Januar 1980.
1993 begann die Mifa mit dem Export von Waschmitteln. 2003 feierte die Firma ihr 70-jähriges Bestehen. Seit dem 20. Februar 2012 treten die Schwesterunternehmen Mibelle AG, Mibelle Ltd. und Mifa AG unter der gemeinsamen Dachmarke Mibelle Group auf. 2022 wurde die Mifa AG Frenkendorf von der Mibelle AG übernommen. Nach der Fusion wurde die Mifa AG Frenkendorf gelöscht.

## Produkte
Die Produkte der Mifa AG sind in folgende Produktgruppen einteilbar:
Waschen:
- Vollwaschmittel
- Feinwaschmittel
- Gewebeveredler
- Waschhilfsmittel

Reinigung:
- Reinigungsmittel
- Automatengeschirrspülmittel
- Handgeschirrspülmittel

Lebensmittel:
- Margarinen / Brotaufstriche
- Flüssige Fette
- Speisefette